# Петров, Александр Васильевич (генерал-майор)
Александр Васильевич Петров (1905 — 1989) — советский хозяйственный деятель, начальник Управления НКВД — МВД по Куйбышевской области, генерал-майор.

## Биография
Родился в русской семье.
С сентября 1919 по октябрь 1921 учился в Московском строительном техникуме. С октября 1921 по сентябрь 1929 трудился на Балашихинской бумагопрядильной фабрике. Затем до марта 1930 секретарь Силикатного треста Московского окружного СНХ. С 1927 член ВКП(б).
С марта 1930 по сентябрь 1932 учёба в Московском институте сельскохозяйственного машиностроения. С сентября 1932 по август 1937 инженер-экономист Артиллерийского управления РККА. С августа 1937 по июнь 1938 старший консультант, заместитель секретаря комитета ВКП(б) Народного комиссариата оборонной промышленности СССР. С июня 1938 до августа 1939 2-й секретарь Ростокинского районного комитета ВКП(б) Москвы.
С августа 1939 по август 1940 заместитель начальника Управления НКВД по Москве, с октября 1940 по февраль 1941 заместитель начальника Управления НКВД по Московской области.
С августа 1941 по май 1943 1-й заместитель начальника Управления НКВД по Московской области по оперативной работе. С 7 мая 1943 до 2 апреля 1947 начальник Управления НКВД — МВД по Куйбышевской области (Средне-Волжскому краю). Освобождён от должности «за злоупотребления по службе и самоснабжение» (РГАСПИ. Ф. 17. Оп. 127. Д. 1505. Л. 92-94). С февраля (?) 1947 по декабрь 1952 управляющий трестом «Дальстройснаб» Главного управления строительства Дальнего Севера МВД СССР. С февраля 1953 по май 1954 заместитель начальника управления Баженовского исправительно-трудового лагеря и строительства МВД по промышленности в городе Асбест Свердловской области. С мая 1954 по январь 1957 заместитель начальника Управления строительства № 585 Главного управления промышленного строительства МВД СССР по общим вопросам в Мордовской АССР.
С января 1957 по январь 1961 на пенсии, затем до декабря 1962 начальник пионерского лагеря п/я 3100 в Москве, после чего снова на пенсии.
Умер в феврале 1989 года. Похоронен в колумбарии Донского кладбища в Москве.

### Звания
- капитан государственной безопасности, 21.08.1939;[3]
- майор государственной безопасности, 29.07.1941;[4]
- комиссар государственной безопасности, 14.02.1943;
- генерал-майор, 09.07.1945.[5]

### Награды
- медаль «За трудовую доблесть», 28.11.1941;[6]
- орден Красной Звезды, 20.01.1942;[7]
- орден Красного Знамени, 20.09.1943;[8]
- орден Красной Звезды, 17.07.1944;[9]
- орден Красной Звезды, 13.12.1944;[10]
- орден Красного Знамени, 05.11.1954;
- орден Красной Звезды, 30.01.51;
- ещё 9 медалей;
- знак «Заслуженный работник НКВД», 29.04.1940;
- знак «50 лет пребывания в КПСС», 08.07.1982.